# Ужицкая крепость
Ужицкая крепость (серб. Ужички Град, Ужички Град) — средневековая крепость в Сербии, расположенная на высоком утёсе над городом Ужице. Веками она лежала в руинах, но в последние годы подвергается масштабной реконструкции. Первый этап, восстановление цитадели (Верхнего города), был завершён в конце 2023 года, после чего крепость была вновь открыта для посетителей.
Крепость является примером типичной средневековой сербской архитектуры и имеет статус памятника культуры большого значения.

## История

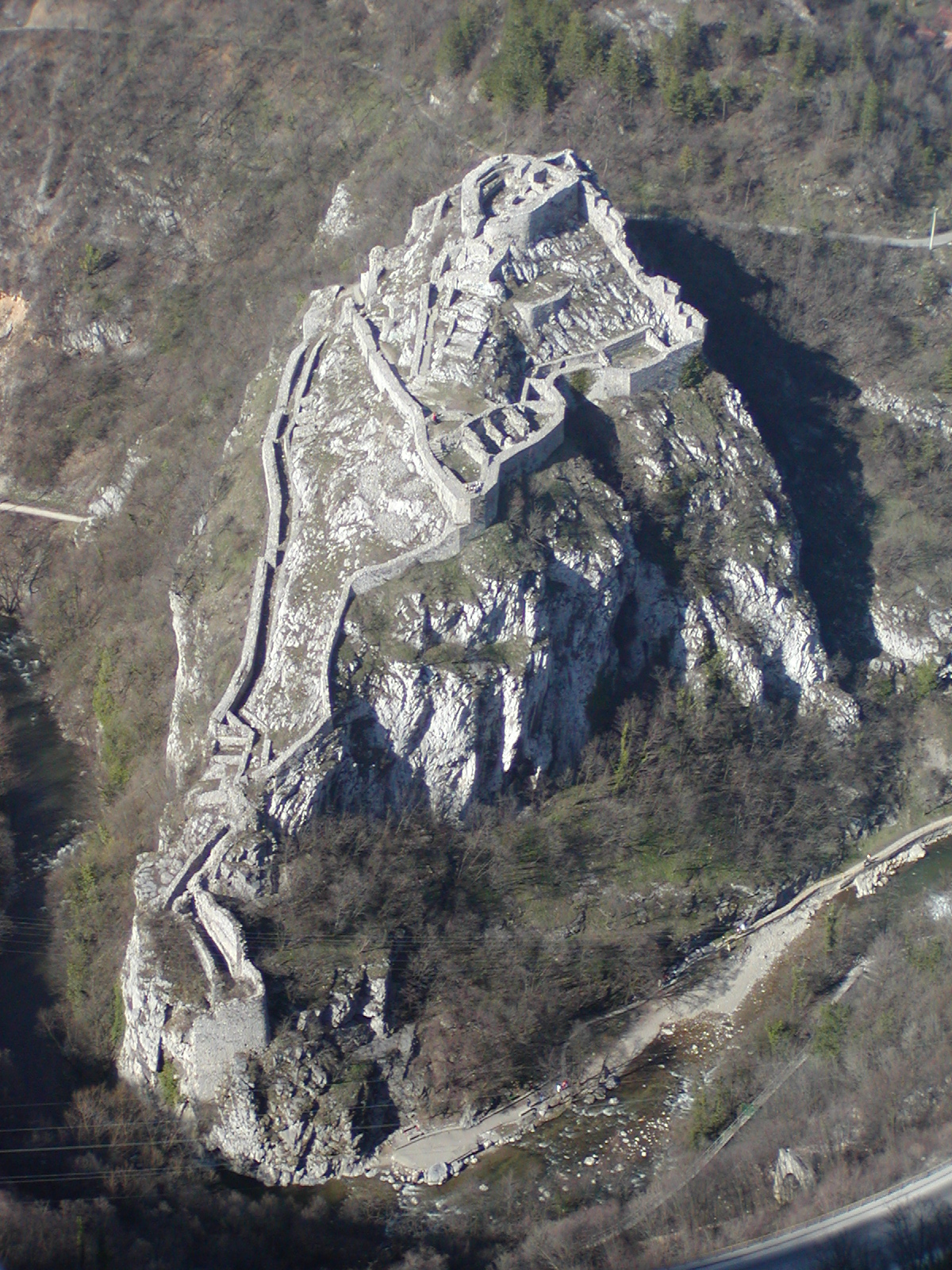
Крепость до начала основной реконструкции

Крепость была воздвигнута во второй половине XIV века, предположительно, родом Войновичей для защиты города и торгового пути, который вёл из Моравской Сербии в Боснию.
Наиболее известный эпизод в истории крепости произошел в ноябре 1373 года, когда объединённое войско князя Лазаря Хребеляновича, боснийского бана Твртко I Котроманича и венгерские отряды короля Людовика I осадили в крепости великого жупана Николу Алтомановича. После короткой осады жупан сдался, был ослеплён, а его земли разделили между собой победители.
После завоевания Османами крепость сохраняла своё военное значение. Турецкий гарнизон покинул её в конце 1862 года в соответствии с договором с князем Михаилом Обреновичем. В начале 1863 года крепость была взорвана, чтобы предотвратить её дальнейшее использование в военных целях, и с тех пор находилась в руинах.

## Реконструкция
После десятилетий запустения был запущен масштабный проект реконструкции с целью сохранения крепости и её открытия для туристов.
- Первый этап: Включал полное восстановление цитадели (Верхнего города). Работы, включавшие консервацию стен, археологические исследования и строительство тропинок и смотровой площадки, были завершены в октябре 2023 года.[1]
- Второй этап: Продолжается восстановление Среднего города, с особым акцентом на реконструкцию Водяной башни (серб. Водена кула), доминирующего шестиэтажного сооружения внутри стен.[3]